# 안성회
안성회(安聖會. 1947년 ~)는 대한민국의 법조인이다. 울산지방법원과 서울동부지방법원에서 법원장을 역임하고, 법관 퇴직 후 변호사로 활동하고 있다. 본관은 죽산이다.

## 생애
1947년 충청남도 천안시에서 태어난 안성회는 부산고등학교와 서울대학교 법학과를 졸업하고 1970년 제12회 사법시험에 합격하여 1973년 해군 법무관을 전역하고 판사에 임용되었다.
서울민사지방법원, 대구고등법원. 서울고등법원 등에서 판사를 하다가 대법원 재판연구관과 사법연수원 교수를 거쳐 1994년 부산고등법원 부장판사, 1996년 부산지방법원 수석부장판사, 서울고등법원 부장판사, 서울지방법원 서부지원장 등에 임명되어 재직하다가 2003년에 법원장으로 승진하여 울산지방법원과 서울동부지방법원에서 법원장을 역임하고 2005년 11월에 법관에서 물러나 변호사 안성회 법률사무소를 개업하였으며 2007년 3월에 법무법인 서린 대표 변호사에 취임하였다. 법원장에서 물러나면서 "불만이 있어서 사표를 낸 것은 아니며 법원에 남는 것이 후배들에게 좋은 모습으로 보이지 않을 것 같아 사표를 냈다"며 "법원이 다양성을 추구하는 것도 좋지만 안되는 다양성을 억지로 맞추는 일은 없어야 한다"고 말했다.
울산지방법원에서 법원장으로 재직할 때인 2003년 6월 30일에 형사 담당판사 11명과 민주노총 소속 근로자, 시민단체 회원, 검찰, 변호사, 경찰, 기업인, 언론인 등 각 1명씩 7명의 외부인사가 참여하는 양형 토론회를 개최했다.

## 주요 판결
- 부산고등법원 특별2부 재판장으로 재직하던 1995년 10월 21일에 부산 대진택시와 연희택시 노조가 부산시를 상대로 낸 지역적 구속력 결정 처분 취소 청구소송에서 "업종별 공동 노사교섭을 거부하는 노조에 대해 관할 행정당국이 개별 교섭을 막기 위해 내리는 지역적 구속력 처분은 무효"라고 했다.[4]
- 부산고등법원 제1특별부 재판장으로 재직하던 1996년 2월 17일에  경남도의회 의원 선거 창녕군 제1선거구 당선자인 정대룡 의원이 창녕군 선거관리위원장을 상대로 낸 당선무효 결정 무효 확인소송에서 2표 차이로 낙선한 이장사 후보가 주장한 소청심사와 관련한 재검표 결과 2표가 앞선 것으로 나타난 것과는 다르게 "붓두껍 표시의 바깥 금이 기호란 아래쪽의 금과 접선해 있는 정도로는 선거인이 이장사 후보에게 기표한 것이 명확하다고 인정할 수 없어 무효로 보아야 한다"며 원고승소 판결했다.[5]
- 서울고등법원 형사5부 재판장으로 재직하던 1996년 11월 5일에 듀스 멤버이자 자신의 연인인 김성재를 살해하여 무기징역을 선고받은 피고인에게 "검찰의 공소사실에 합리적 의심을 배제할만한 충분한 증거가 없다"며 무죄를 선고했다.[6] 1997년 1월 16일에 술집 여종업원을 여관으로 끌고가서 성폭행하고 보험 브로커들과 짜고 환자들을 소개해준 서울 강동 ㅈ병원 원무과장에게 "술에 취한 정황을 참작했다"며"강간치상죄 등을 적용하여 징역3년 집행유예5년을 선고하면서 "함께 사는 다른 사람들을 생각할 기회를 주겠다"며 자연보호와 공공시설봉사 200시간 사회봉사를 명령했다.[7] 5월 1일에 아랍인 교수로 위장해 12년간 국내에서 간첩활동을 해온 정수일에게 원심대로 징역15년 자격정지15년을 선고했다.[8] 6월 17일에 1996년 연세대 사태로 의경을 죽인 피고인 7명에게 특수공무집행방해 치사죄를 적용해 징역5~3년을 선고했다.[9] 9월 27일에 3년전 연쇄 강도 강간으로 1심에서 징역20년 선고받았다가 2,3심에서 무죄가 되어 석방되었다가 성폭력범죄처벌법으로 구속된 김모씨(24세, 노동)에게 "국립과학수사연구소에 머리카락 등에 대한 정밀 유전자 감식을 요청한 바에 의하면 유전자가 동일하지 않다"고 하면서[10] "범인으로 단정할 증거가 부족하다"며 징역15년을 선고한 원심을 깨고 무죄를 선고했다.[11]